# Cofradía de las Penas (Molina de Segura)
La Ilustre Cofradía del Santísimo Cristo de las Penas (Molina de Segura, Murcia, España) fue fundada en el año 1945 por la Hermandad de labradores de Molina de Segura. Fue refundada en el año 1985.
Su sede es la Ermita de San Roque, situada en el barrio del mismo nombre de Molina de Segura. Guarda esculturas procesionales de Bernabé Gil Riquelme, como el Cristo de la Columna. Su construcción se remonta al año 1847.
Actualmente la Cofradía consta de 380 cofrades y posee su sede social desde el año 2002 en la Calle Enrique Bernal Riquelme.

## Historia
La sede de la Cofradía es la Ermita de San Roque, situada en el barrio del mismo nombre de Molina de Segura. Guarda esculturas procesionales de Bernabé Gil Riquelme, como el Cristo de la Columna. Su construcción se remonta al año 1847.
En 1989 se completó la procesión con la Virgen de la Soledad, que desde el año 1992 se pasó a formar parte de a la procesión del Viernes Santo de la Cofradía del Santo Entierro siendo incorporada la Virgen de los Dolores a la Procesión del Silencio. 
En 1995 la Cofradía celebró su 50 aniversario desde su fundación en el año 1945 y su 10 aniversario desde su refundación en el año 1985.
En la oscuridad de la noche, el desfile procesional comienza en la Ermita de San Roque, y lo abre la imagen de la Caída, seguido por la Virgen de los Dolores y el Santísimo Cristo de las Penas, todo ello en silencio.
El Santísimo Cristo de las Penas es una obra del imaginero molinense Bernabé Gil Riquelme que fue restaurada en 1999 y es el titular de la Cofradía. Durante todo el año se encuentra junto a la Virgen de los Dolores y San Juan en la Iglesia de la Asunción y es trasladado a su Ermita de San Roque en Vía Crucis Procesional todos los miércoles de Ceniza.
La Virgen de los Dolores o Dolorosa o La Virgen de los repizcos también es una obra de Bernabé Gil Riquelme y es propiedad de la Iglesia de la Asunción, donde se encuentra todo el año hasta el Viernes de Dolores que es trasladada en procesión hasta la ermita de San Roque.
La Caída de Jesús Nazareno es la obra más joven de la Procesión. Esta obra artesanal fue realizada por Imaginería Salmerón en sus talleres de Socuéllanos (Ciudad Real). Representa una de las caídas de Jesús Nazareno en su subida al Monte Calvario. 
En 2010 celebró su 25 aniversarío, siendo la primera Cofradía de Semana Santa de Molina que ha procesionado 25 años sin interrupción.
La Cofradía consta de más de 400 cofrades y posee su sede social desde el año 2002 en la Calle Huerto Fairen en el Barrio de San Roque.

## Actuaciones de la cofradía
En Semana Santa, el desfile procesional comienza en la oscuridad de la noche, en la Ermita de San Roque y lo abre la imagen de la Caída, seguido por la Dolorosa y el Santísimo Cristo de las Penas, todo ello en silencio.
La Cofradía ha restaurada la Ermita de San Roque, aquirido nuevos imágenes, y tronos para las imágenes del Santísimo Cristo de las Penas y la Dolorosa, y restaurado la imagen del Cristo de las Penas.